# Bavois
Bavois – miejscowość i gmina (commune) w zachodniej Szwajcarii, w kantonie Vaud, w okręgu (district) Jura-Nord vaudois. Leży nad rzeką Talent. 

## Demografia
W Bavois mieszka 978 osób. W 2021 roku 16,4% populacji gminy stanowiły osoby urodzone poza Szwajcarią.

## Transport
Przez teren gminy przebiegają autostrady A1 i A9 oraz droga główna nr 134.